# 亚述人旗帜

亚述人旗帜

亚述人旗帜是亚述人选定的、代表离散的亚述人的国家的旗帜。
乔治·阿塔诺斯（George Atanos）于1968年首先设计这面旗帜，亚述人大联盟、亚述民族联邦于1971年予以承认。旗帜为白底，中心有一个金色圆，周围环绕蓝色四角星。四条波浪状三色带（红-白-蓝）将旗中心与四角连起来。

## 象征意义
中心圆圈表示太阳，发出光和热照耀着大地和所有生物。围绕着太阳的四角星表示大地，浅蓝色表示宁静。从中心向四角延展的条带表示亚述人故乡的三条大河：底格里斯河、幼发拉底河、大扎布河（Zab）。深蓝色条带表示幼发拉底河；红色色带表示底格里斯河，红色则表示勇气、光荣和骄傲；白色色带表示大扎布河，白色则表示宁静和和平。有人认为红白蓝条带表示将分散的亚述人带回故乡的路。还有人认为当红条在上、蓝条在下时，表示国家处于战争状态。
弓形标志代表亚述人的神。

## 曾用旗帜

一战前的亚述人旗帜

一战期间的亚述人旗帜

一战之前的亚述人旗帜由肉色、白色和红色横条组成，左上角三颗星表示亚述人的三个主要教会：东方亚述教会、迦勒底天主教会、叙利亚正教会（叙利亚正教会也使用这面旗帜）。这面旗帜用于一战期间和一战后亚述人与西方列强的代表会议中，直至采用现在的旗帜为止。
1915到1923年，亚述军队使用一面与瑞士国旗相似的旗帜，红底表示亚述人一战前和战争时期亚述人洒下的鲜血，中间有一个白色十字架，左上角有一个圆形标志。

## 图片

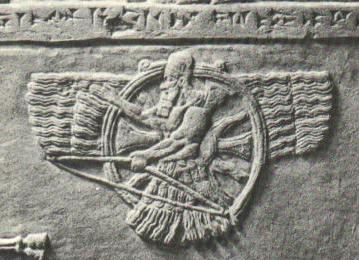
1968年版旗帜的标志是受到亚述帝国标志的启发
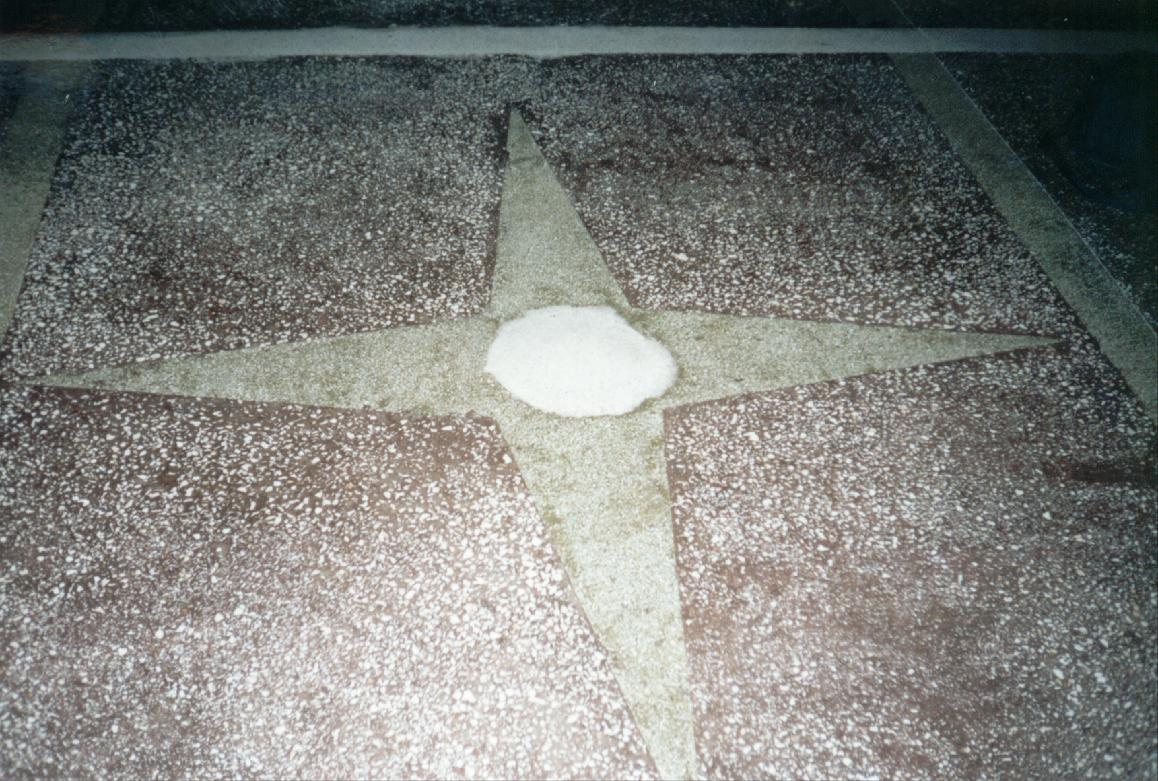
1959-1963年的伊拉克国旗包括代表亚述人的红星